# Вінничка
Вінничка — річка в Україні, у межах Вінницького району та міста Вінниці Вінницької області. Ліва притока Південного Бугу. Тече через села Писарівка, Вінницькі Хутори та м. Вінниця. Впадає у Південний Буг за 575 км від гирла у районі Набережної Рошен, довжина — 13 км. Площа басейну — 48,2 км².